# أغلايا بيضاء الأوراق
أغلايا بيضاء الأوراق (الاسم العلمي:Aglaia leucophylla) هي نوع من النباتات تتبع جنس الأغلايا من الفصيلة الأزدرختية.